# Ричленд (округ, Южная Каролина)
Округ Ричленд (англ. Richland County) располагается в штате Южная Каролина, США. Официально образован в 1785 году. По состоянию на 2013 год, численность населения составляла 399 256 человека.

## География
По данным Бюро переписи США, общая площадь округа равняется 1999,482 км2, из которых 1958,042 км2 суша и 15,000 км2 или 1,980 % это водоёмы.

## Население
По данным переписи населения 2000 года в округе проживает 320 677 жителей в составе 120 101 домашних хозяйств и 76 384 семей. Плотность населения составляет 164,00 человек на км2. На территории округа насчитывается 129 793 жилых строений, при плотности застройки около 66,00-ти строений на км2. Расовый состав населения: белые — 50,29 %, афроамериканцы — 45,16 %, коренные американцы (индейцы) — 0,24 %, азиаты — 1,72 %, гавайцы — 0,08 %, представители других рас — 1,16 %, представители двух или более рас — 1,35 %. Испаноязычные составляли 2,72 % населения независимо от расы.
В составе 31,50 % из общего числа домашних хозяйств проживают дети в возрасте до 18 лет, 43,70 % домашних хозяйств представляют собой супружеские пары проживающие вместе, 16,30 % домашних хозяйств представляют собой одиноких женщин без супруга, 36,40 % домашних хозяйств не имеют отношения к семьям, 29,10 % домашних хозяйств состоят из одного человека, 7,30 % домашних хозяйств состоят из престарелых (65 лет и старше), проживающих в одиночестве. Средний размер домашнего хозяйства составляет 2,44 человека, и средний размер семьи 3,05 человека.
Возрастной состав округа: 24,20 % моложе 18 лет, 13,80 % от 18 до 24, 31,60 % от 25 до 44, 20,60 % от 45 до 64 и 20,60 % от 65 и старше. Средний возраст жителя округа 33 лет. На каждые 100 женщин приходится 93,20 мужчин. На каждые 100 женщин старше 18 лет приходится 89,80 мужчин.
Средний доход на домохозяйство в округе составлял 39 961 USD, на семью — 49 466 USD. Среднестатистический заработок мужчины был 34 346 USD против 25 909 USD для женщины. Доход на душу населения составлял 20 794 USD. Около 10,10 % семей и 13,70 % общего населения находились ниже черты бедности, в том числе — 17,50 % молодёжи (тех, кому ещё не исполнилось 18 лет) и 12,00 % тех, кому было уже больше 65 лет.